# Vittorio Amedeo Rapous
Vittorio Amedeo Rapous (1729 – Torino, 25 luglio 1800) è stato un pittore italiano.

## Biografia
La sua famiglia era originaria di Racconigi, il padre era stato alle dipendenze del Re di Sardegna. Dal 1748 al 1755 Vittorio Amedeo è elencato fra gli allievi della scuola di disegno di Claudio Francesco Beaumont a Torino.
Tra il 1754 e il 1760 aveva dipinto la tela di San Luca (conservata presso l'Accademia Albertina a Torino) e l'Annunciazione per la Chiesa della Santissima Annunziata a Torino. Nel 1768 lavorò a Torino nel Palazzo Reale e a Stupinigi dove per la cappella dipinse la pala della Visione di sant'Uberto, considerato uno dei suoi capolavori. Nel 1778 divenne professore di pittura nella Accademia Reale di Torino.

## Opere
- Il beato Amedeo di Savoia tra i mendicanti che intercede presso la Vergine con s. Filippo Neri e s. Vincenzo de’ Paoli, 1780, pala d’altare per la chiesa di Santa Pelagia,  Torino
- Madonna circondata dai compatroni di Pecetto (Giacinto, Grato e Sebastiano), 1783, pala d'altare della chiesa della Madonna della Neve, Pecetto Torinese.